# Dorothy Moore
Dorothy Moore (Jackson, 13 ottobre 1946) è una cantante statunitense.

## Biografia
Dorothy Moore crebbe a Jackson, in Mississippi, e si approcciò per la prima volta al mondo della musica cantando nel coro della chiesa. Dopo una prima esperienza con il gruppo The Poppies, attivo per la Columbia, la Moore avviò una carriera solista nel 1976 per la Moloco Records. Il suo più grande successo, Misty Blue, si è classificato al 3° posto della Billboard Hot 100 ed ha ricevuto una candidatura al Premio Grammy come Grammy Award alla miglior interpretazione vocale R&B femminile. Nella medesima categoria ha ricevuto una seconda candidatura per I Believe You nel 1979.
Nel 2002 ha fondato l'etichetta Farish Street Records.

## Discografia

### Album in studio
- 1976 – Misty Blue
- 1977 – Dorothy Moore
- 1978 – Once Moore with Feeling
- 1979 –  Definitely Dorothy
- 1980 – Talk to Me
- 1984 – Just Another Broken Heart
- 1986 – I'm Givin' It Straight to You
- 1988 – Time Out for Me
- 1989 – Winner
- 1990 – Feel the Love
- 1992 – Stay Close to Home
- 1996 – Misty Blue & Other Greatest Hits
- 1996 – More Moore
- 1997 – Songs to Love By
- 2002 – Please Come Home for Christmas
- 2005 – I'm Doing Alright
- 2005 – Gittin' Down Live
- 2012 – Blues Heart
- 2020 – I'm Happy with the One I Got Now

### Singoli
- 1973 – Cry Like a Baby
- 1974 – Don't Let Go
- 1976 – For Old Time Sake
- 1976 – Misty Blue
- 1976 – Funny How Time Slips Away
- 1977 – I Believe You
- 1977 – We Should Really Be in Love (con Eddie Floyd)
- 1978 – 1-2-3 (You and Me)
- 1978 – Let the Music Play
- 1978 – Special Occasion
- 1978 – With Pen in Hand
- 1979 – (We Need More) Loving Time
- 1980 – Talk to Me / Every Beat in My Heart
- 1980 – Once or Twice
- 1982 – Whats Forever For
- 1984 – Just Another Broken Heart
- 1991 – All Night Blue

## Riconoscimenti
- Grammy Awards[3]
  - 1978 – Candidatura alla Miglior interpretazione vocale R&B femminile per Misty Blue
  - 1979 – Candidatura alla Miglior interpretazione vocale R&B femminile per I Believe You